# Rötjärnen (Gideå socken, Ångermanland)
Rötjärnen är en sjö i Örnsköldsviks kommun i Ångermanland och ingår i Gideälvens huvudavrinningsområde. Sjön har en area på 0,161 kvadratkilometer och ligger 242,4 meter över havet.

## Delavrinningsområde
Rötjärnen ingår i det delavrinningsområde (705529-164732) som SMHI kallar för Ovan Svartsjöbäcken. Medelhöjden är 254 meter över havet och ytan är 19,9 kvadratkilometer. Det finns inga avrinningsområden uppströms utan avrinningsområdet är högsta punkten. Mattarbodbäcken som avvattnar avrinningsområdet har biflödesordning 2, vilket innebär att vattnet flödar genom totalt 2 vattendrag innan det når havet efter 60 kilometer. Avrinningsområdet består mestadels av skog (84 procent). Avrinningsområdet har 0,78 kvadratkilometer vattenytor vilket ger det en sjöprocent på 3,9 procent.